# メン・アット・ワーク (映画)
『メン・アット・ワーク』（原題：Men at Work）は、1990年制作のアメリカ合衆国のコメディ映画。
エミリオ・エステベスとチャーリー・シーン兄弟が『ヤングガン』に続いての共演。エステベスは脚本・監督も兼任。

## あらすじ
ロサンゼルスでゴミ収集員をしているジェームズとカールはある日、ゴミ置場でいつものようにゴミ収集中に、市会議員のバーガーの死体を見つける。
2人にはバーガーに心当たりがあった。その数日前の夜、カールの部屋の向かいに住むバーガーの秘書スーザンの部屋を覗いていて、もみ合っているところを勘違いした2人は空気銃を放っていた。2人はバーガーがそのために死んだと思って狼狽するが、実はバーガーは、廃棄物の違法投棄を続ける化学工場主ポッターダムの不正の決定的証拠をテープに収めたため、口封じに殺されたのであった。
2人は自分たちの手でポッターダムの不正を暴くべく、ジェームズは上役の義弟のルイスと共にもう1人の証人を追う。一方、カールは事件の鍵を握るスーザンへ接近するが、カールは目的も忘れて彼女とデートに出かけ、やがてポッターダムの一味に捕まってしまう。
それを知ったジェームズとルイスは2人を助け出そうと、一味と最後の対決をする。

## キャスト
- ジェームズ・セント・ジェームズ：エミリオ・エステベス
- カール・テイラー：チャーリー・シーン
- スーザン・ウィルキンス：レスリー・ホープ
- ルイス・フェダース：キース・デイヴィッド
- マクスウェル・ポッターダム3世：ジョン・ゲッツ
- ダルトン：トロイ・エヴァンス